# CECLA
中拉青年学术共同体（西班牙语：Comunidad de Estudios Chinos y Latinoamericanos，简称：CECLA），其总部设立在中国北京，是旨在联结中国和拉丁美洲的青年学者及研究人员，促进相互理解和地区共同发展的一个学术团体。2015年，该团体由一批来自不同国家，研究领域集中在中国－拉美及双边关系的中拉学者共同发起。CECLA 建立了一个双方成员能够进行平等共情的思想交流的平台，并逐渐将工作范畴发展到集文化交流，促进南南合作为一体的各类活动领域。
中拉青年学术共同体（CECLA）成立于2015年4月11日的北京。CECLA 的使命和信仰是 “交流、分享、共同成长”，着力于打造热爱中国的拉美人和热爱拉丁美洲的中国人的共同的精神家园，促进中国和拉丁美洲各国在经济和文化上的全面交流。CECLA 致力于推动中拉青年之间的了解与交流，增进彼此之间的认识，专注于了解拉美、研究拉美、传播拉美，助力中拉关系的可持续发展。CECLA 将定期举办聚会、讲座、电影放映等促进中国与拉丁美洲了解的文化交流活动。